# Бонавентура (имя)
Бонавентура (Bonaventura) — имя латинского или итальянского происхождения, означающее «счастливый жребий», «удача». Получило распространение в католических странах благодаря святому Джованни Фиданца, прозванному Бонавентура (1221—1274).
На английском имя произносится как Бонэвенче, на французском — Бонавантюр, на испанском — Буэнавентурра, на португальском и галисийском — Боавентура, на белорусском — Банавентура/Банавэнтура, на литовском — Бонавентурас, на баскском — Буэнабендур (также распространена калька Доатасун). Большинство других языков сохранило латинское произношение.
День памяти святого Бонавентуры — 15 июля. Тем не менее, есть несколько менее известных католических святых с тем же именем, так что именины можно праздновать 5 февраля, 31 марта, 10 июня, 26 октября, 1 ноября, 5 ноября или 14 декабря.
В Италии от имени Бонавентура образовались производные — Вентурино и Вентурина. Со временем они приобрели функцию самостоятельных имён. Так, известны святой Вентурино Бергамский и скульптор Вентурино Вентури.